# John Locke (Politiker, 1764)

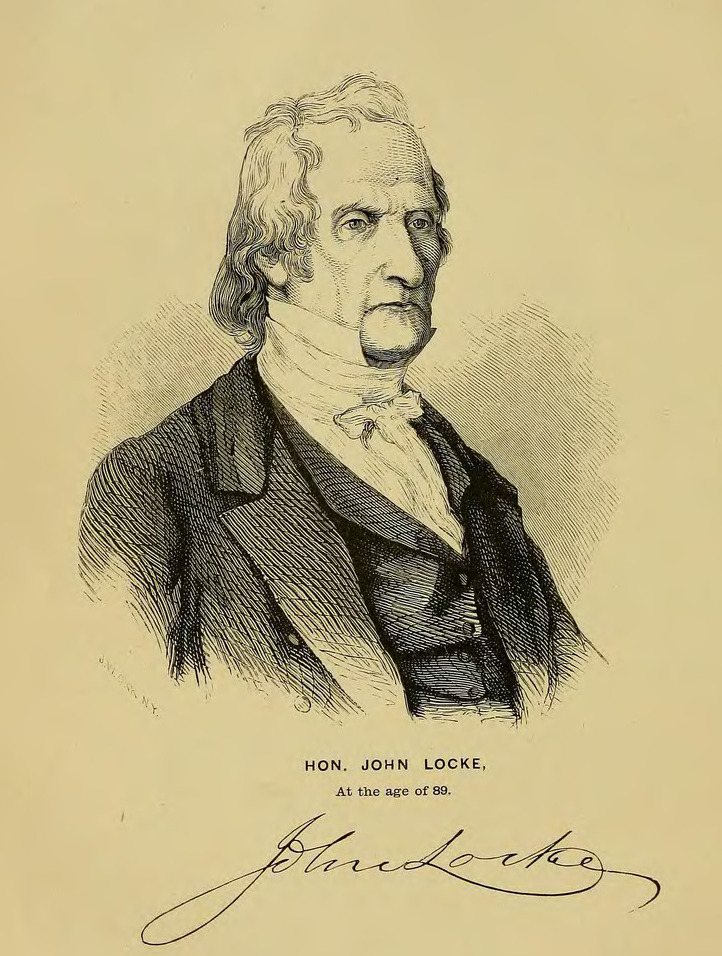
John Locke im Alter von 89 Jahren

John Locke (* 14. Februar 1764 in Hopkinton, Province of Massachusetts Bay; † 29. März 1855 in Boston, Massachusetts) war ein US-amerikanischer Politiker. Zwischen 1823 und 1829 vertrat er den Bundesstaat Massachusetts im US-Repräsentantenhaus.

## Werdegang
John Locke besuchte die Andover Academy und studierte danach am Dartmouth College in Hanover (New Hampshire). Anschließend unterrichtete er für einige Zeit selbst als Lehrer. Daran schloss sich bis 1792 ein Studium an der Harvard University an. Nach einem Jurastudium und seiner 1796 erfolgten Zulassung als Rechtsanwalt begann er in Ashby in diesem Beruf zu arbeiten. Gleichzeitig schlug er als Mitglied der Demokratisch-Republikanischen Partei eine politische Laufbahn ein. In den Jahren 1804, 1805, 1813 und 1823 saß er als Abgeordneter im Repräsentantenhaus von Massachusetts. Im Jahr 1820 war er Delegierter auf einer Versammlung zur Überarbeitung der Staatsverfassung. In den 1820er Jahren schloss er sich der Bewegung gegen den späteren Präsidenten Andrew Jackson an und wurde Mitglied der kurzlebigen National Republican Party.
Bei den Kongresswahlen des Jahres 1822 wurde Locke im sechsten Wahlbezirk von Massachusetts in das US-Repräsentantenhaus in Washington, D.C. gewählt, wo er am 4. März 1823 die Nachfolge von Samuel Clesson Allen antrat. Nach zwei Wiederwahlen konnte er bis zum 3. März 1829 drei Legislaturperioden im Kongress absolvieren. Diese waren von den heftigen Diskussionen zwischen den Anhängern und Gegnern von Andrew Jackson bestimmt. Im Jahr 1828 verzichtete er auf eine weitere Kandidatur.
Nach dem Ende seiner Zeit im US-Repräsentantenhaus praktizierte John Locke wieder als Anwalt. Im Jahr 1830 wurde er in den Senat von Massachusetts gewählt; 1831 gehörte er dem Regierungsrat (State Executive Council) an. Zwischen 1837 und 1849 lebte er in Lowell. Danach zog er nach Boston, wo er am 29. März 1855 starb.